# .bb
.bbは国別コードトップレベルドメイン（ccTLD）の一つで、バルバドスに割り当てられている。以前はCable & Wirelessによって管理されていたが、移行された現在はTelecommunications Unitによって管理されている。

## サブドメイン
直接第二レベルドメインとして登録することも可能であるが、以下のようなドメインの下で第三レベルドメインとして登録することも出来る。
- com.bb
- edu.bb
- gov.bb
- net.bb
- org.bb